# الناسو

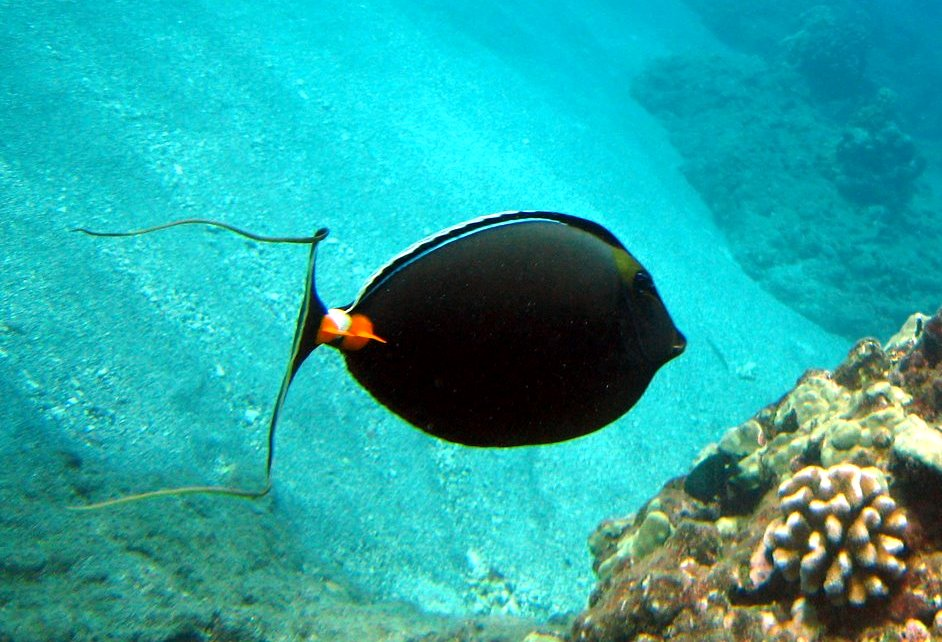

الناسو (باللاتينية: Naso lituratus)، (بالإنجليزية: Naso tang) هي سمكة من أسماك الزينة موطنها البحر الأحمر، قليل الصيد من قبل الغطاسين..كما أنها من الأسماك التي تتحمل أسوء الظروف وهي تتعايش وتتاقلم سريعا في الأحواض.